# La paranza
La paranza è un singolo del cantante italiano Daniele Silvestri, pubblicato il 27 febbraio 2007 come secondo estratto dal suo sesto album in studio, Il latitante.
La canzone è stata presentata in gara al Festival di Sanremo 2007, dove si è classificata al 4º posto finale.

## Descrizione
È lunga circa 4 minuti ed è diventata una specie di tormentone grazie allo stile allegro, caratterizzato da una melodia veloce ed orecchiabile con impulsi leggermente latino-americani e da un testo ossessivamente scandito da rime, talvolta incongrue. Ha raggiunto la 1ª posizione dei brani più trasmessi in radio.
Il titolo della canzone, che letteralmente è il nome di un peschereccio (da ciò deriva anche il nome del fritto di paranza, citato nel testo della canzone), si riferisce in realtà all'utilizzo che il termine paranza ha nel gergo della camorra, la criminalità organizzata campana, in cui viene usato per indicare i gruppi camorristici armati. Il testo, apparentemente spensierato, contiene infatti alcuni riferimenti ironici e subliminali all'attualità e alla cronaca nera italiana del periodo: l'arresto del boss di Cosa nostra Bernardo Provenzano, il processo per il delitto di Cogne con l'avvocato Carlo Taormina, ma anche allusioni più generiche alla criminalità e ai latitanti.

## Tracce
1. La paranza
2. Prima era prima

## Classifiche
| Classifica (2007) | Posizione massima |
| ----------------- | ----------------- |
| Italia            | 1                 |

### Classifiche di fine anno
| Classifica (2007) | Posizione |
| ----------------- | --------- |
| Italia            | 12        |